# Vnější Mongolsko

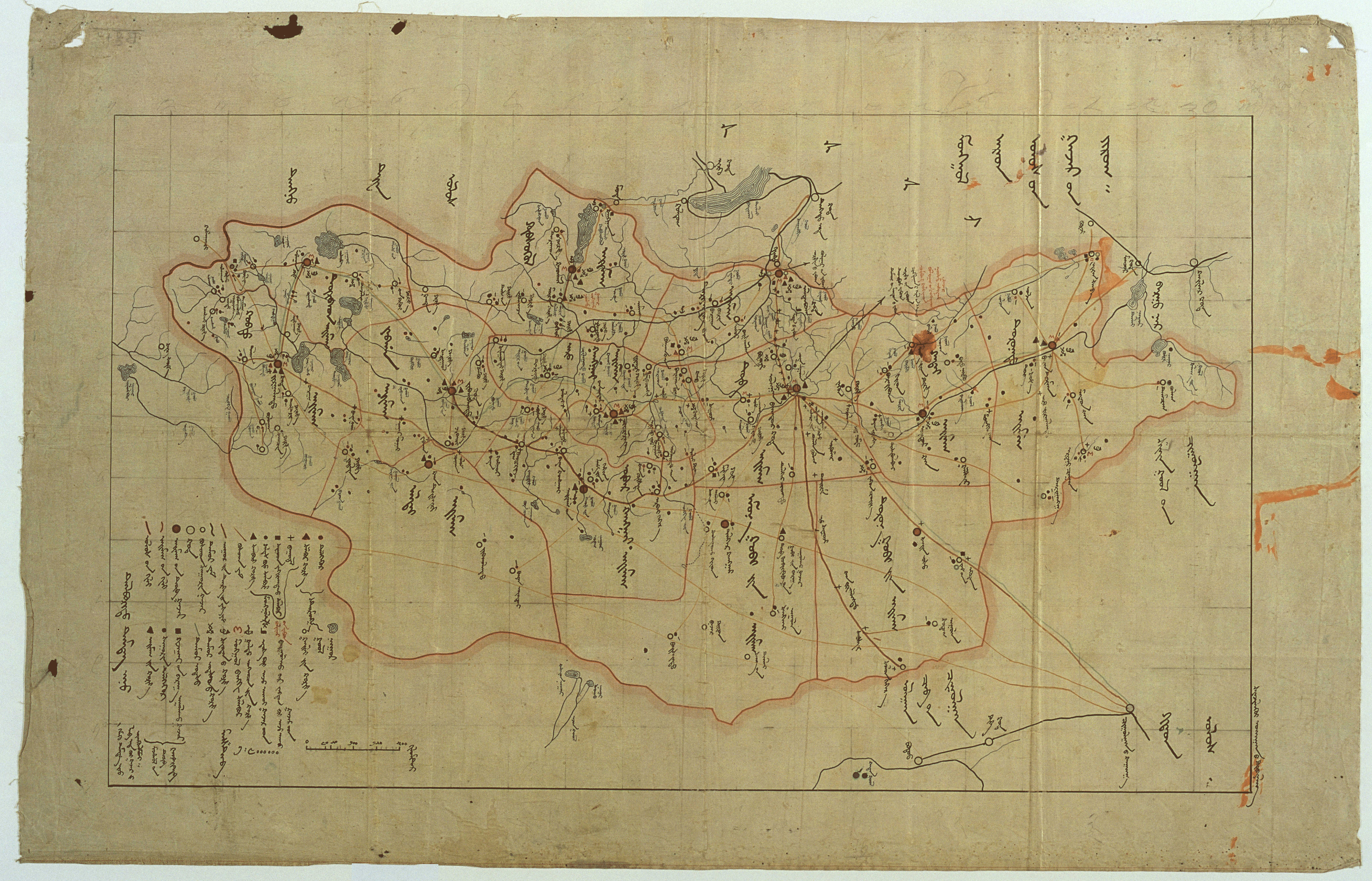
Mapa Vnějšího Mongolska v roce 1932

Vnější Mongolsko (čínsky 外蒙古 pchin-jin Wài Měnggǔ) je historické označení oblasti Čchingského impéria, obývané především Mongoly. Dnes se někdy nepřesně používá k označení nezávislého státu Mongolsko v protikladu k Vnitřnímu Mongolsku, které je součástí Čínské lidové republiky.

## Původ názvu
Název Vnější Mongolsko (stejně jako název Vnitřní Mongolsko) spadá do první poloviny 17. století, do doby mandžuského dobytí Číny. V průběhu své expanze si Mandžuové podřídili i doposud samostatné jihomongolské kmeny. Pro správu těchto nově nabytých mongolských držav Mandžuové zřídili zvláštní správní úřad (tzv. Mongolský jamen). Současně začali používat pro jim podřízené jihomongolské oblasti označení Vnitřní Mongolsko a pro jim nepodřízené oblasti severního a západního Mongolska označení Vnější Mongolsko.
Roku 1691 na Dolónnurském sjezdu chalchských knížat bylo i Vnější Mongolsko připojeno k Čchingskému impériu. Názvy Vnější Mongolsko i Vnitřní Mongolsko byly zachovány.

## Vymezení
Vnější Mongolsko se skládalo z tzv. Chalchy (oblastí obývaných mongolskou etnickou skupinou Chalchů) a dále pohraničních oblastí okolo Chovdu a západně od něj (obývaných především mongolskou etnickou skupinou Ojratů), v Urianchaji (dnešní Tuva, obývaná především turkickými Tuvinci) a v okolí jezera Chövsgöl. Chalcha sama se skládala z následujících čtyř ajmagů (od východu na západ):
1. Cecenchánský
2. Tüšetuchánský
3. Sajn-nojonchánský
4. Džasaktuchánský

K Vnějšímu Mongolsku je možné počítat i oblast Darigangy, která však administrativně spadala pod Kalgán ve Vnitřním Mongolsku.

## Mandžuská správa
Na Cecenchánský a Tüšetuchánský ajmag dohlížel mandžuský guvernér (amban) v Chüré (dnešní Ulánbátar). Amban v Uliastaji dohlížel na Sajn-nojonchánský a Džasaktuchánský ajmag. Na pohraniční oblasti západně od Chovdu a v Urianchaji dohlížel amban v Chovdu. Na hranicích s Ruskem (v dnešním Altanbulagu) sídlil mandžuský pohraniční správce.

## Současnost
Dnes je většina území Vnějšího Mongolska součástí státu Mongolsko. Bývalá Urianchajská pohraniční oblast je součástí Ruské federace jako Republika Tuva. Část Chovdské pohraniční oblasti a Džasaktuchánského ajmagu je součástí Čínské lidové republiky.